# Каменный воробей
Ка́менный воробе́й (лат. Petronia petronia) — вид птиц семейства воробьиных. Выделяют 7 подвидов.

## Внешний вид
Размером чуть крупнее домового воробья. Самцы и самки почти не отличаются по окраске. Общий тон оперения серовато-бурый. По всему телу расположены бурые пестрины, на груди крупное лимонно-жёлтое пятно (у самцов более яркое). Рулевые перья с белыми кончиками, над глазом светлая бровь.

## Распространение
Обитает в горах и предгорьях северной Африки, южной Европы, Кавказа, Ближнего Востока, Средней и Центральной Азии.
Обширный ареал этого вида охватывает Кашгарию, Монголию, Алашань, степи и горы в районе озера Кукунор, восточные области Северо-Западного Китая, юго-запад и юго-восток Казахстана, Среднюю Азию и Кавказ, проникая к югу до Кашмира и южных областей Афганистана и Ирана.
Гнездится в Палестине, в Малой Азии, на Балканском полуострове, в Италии, южной Франции, на Пиренейском полуострове, в Северо-Западной Африке, на островах Атлантики: Канарских и Мадейра, а в Средиземном море — на Мальорке, Корсике, Сардинии и Сицилии.
Северная граница ареала в Предкавказье проходит в районах Грозного, Кисловодска, Черкесска. В Казахстане типичен на Мангышлаке, а также в долинах рек Урал и Эмба.

## Образ жизни
Обитает в предгорьях и на склонах гор, обычно в каменистых россыпях и на скалах. Полет каменного воробья ловкий и быстрый; по земле и камням он ходит и быстро бегает, как жаворонок.
Вне периода гнездования каменные воробьи широко кочуют в поисках корма. В Центральной Азии, примерно с августа по апрель, каменные воробьи сбиваются в стаи до 100—500 особей. В горах Средней Азии отмечаются довольно регулярные вертикальные кочевки.
В Иране, Малой Азии, южной Европе и в северо-западной Африке каменный воробей живет более или менее оседло, но и здесь предпринимает кочевки небольшого масштаба. В Ираке они известны как ежегодные зимние гости.

## Питание
Пищу каменного воробья составляют преимущественно семена, ягоды и зеленые части диких и культурных растений, а также насекомые. Питьевая вода необходима, но дальних перелетов на водопой птицы не делают, а большей частью устраиваются около родника, ручья, стоячего водоема, дождевой лужи или колодца.

## Размножение

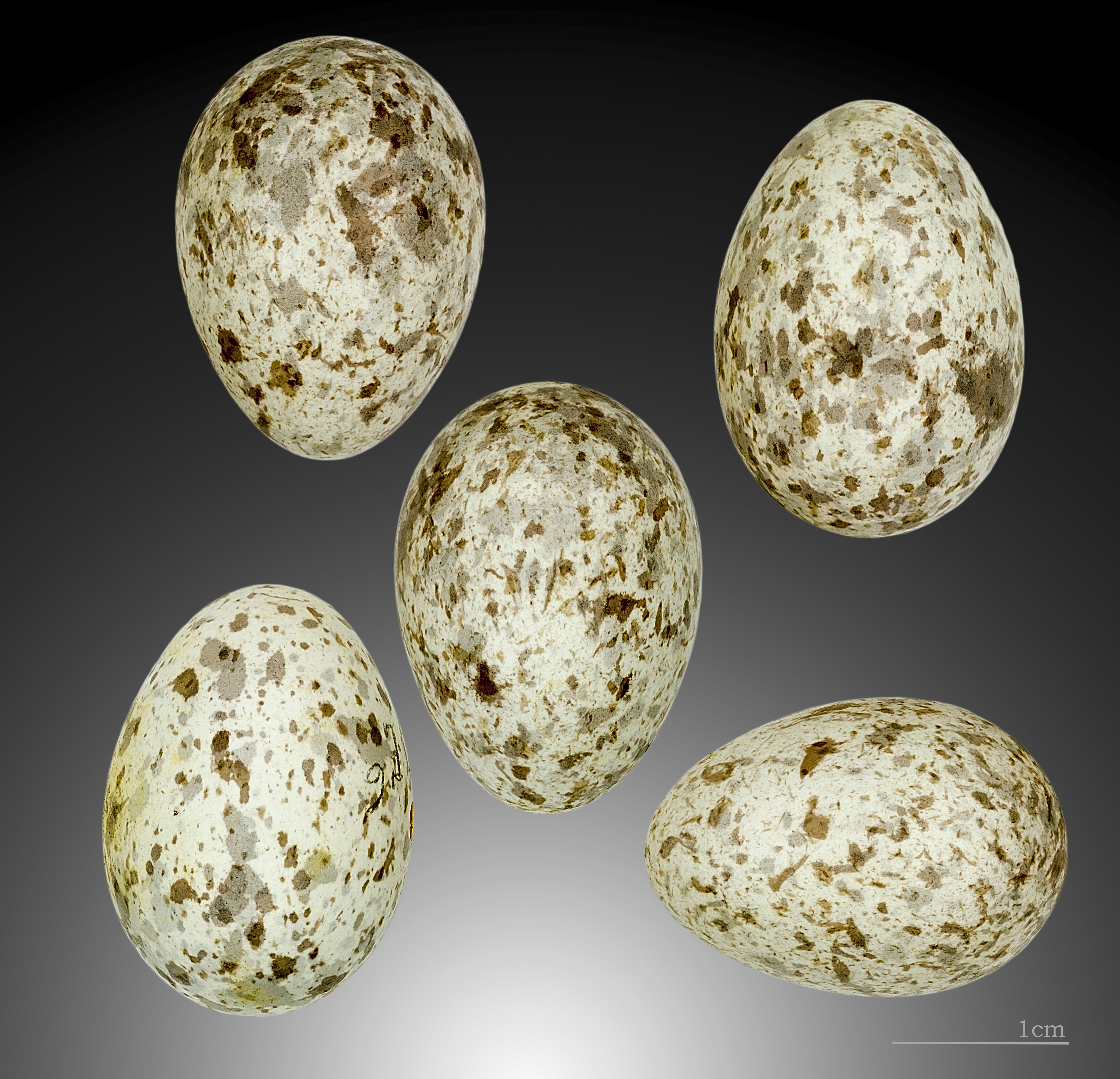
Petronia petronia

В отличие от большинства воробьёв это полигамный вид (у самца 3—4 самки). В кладке 4—7 белых с коричневыми пестринами яиц.
Гнездится колониями, иногда довольно большими. Гнёзда типично воробьиные — шарообразные с боковым входом, помещаются в щелях скал, в норах, нередко также и в постройках человека. Гнезда, как правило, помещаются в трещинах скал, в щелях между камнями, в неровностях почвы по крутым горным склонам и обрывам, в норах и выемках, прежде занятых береговыми ласточками, щурками, скалистыми поползнями, в дуплах деревьев, где также нередко используются брошенные гнезда поползней. Иногда гнездятся в старых глиняных постройках городских ласточек. Вход в нору, в дупло или в брошенное гнездо при необходимости расширяется каменным воробьем, но сам он нор не роет, даже в мягкой породе. Изредка гнездится и в густых сплетениях ветвей деревьев, например арчи. В этих случаях гнездо обычно опирается на более толстые сучки, а сверху прикрывается нависающими мелкими мохнатыми лапами можжевельника.
Гнездо каменного воробья — рыхлое, небрежное и довольно крупное (если позволяет место) сооружение из сухих стеблей и метелок злаков и с выстилкой из перьев, шерсти животных и растительного пуха. Сверху оно всегда прикрыто нависающим камнем, стенкой норы или дупла, иногда ветвями дерева.

## Голос
В стае птицы перекликаются негромким чириканьем. Позывка — звонкое чириканье; весною самцы, кроме того, поют: песня тихая, короткая и неясная.

## Содержание
Каменный воробей легко переносит неволю. Он менее агрессивен, чем другие воробьи, и быстрее привыкает к человеку. Иногда размножается.